# Sommelius
Sommelius är en svensk släkt och efternamn.
Äldste kände stamfadern Nils brukade i början av 1600-talet den vid sjön Sommen belägna gården Somvik i Östergötland, efter vilken släktnamnet antogs av sonen Magnus (1637–1701) som kyrkoherde i Skärkinds församling i Östergötland. Den 19 juni 2008 fanns det 24 personer i Sverige med efternamnet Sommelius.
Dagstidningen Helsingborgs Dagblad delägdes fram till 2014 av en gren av släkten Sommelius. Flera personer i släkten har även varit verksamma vid tidningen.

## Selektivt släktträd
- Nils (levde 1637), bonde
  - Magnus Sommelius (1637–1701), kyrkoherde
    - Johan Sommelius (1686–1731), rådman
      - Gustaf Sommelius (1726–1800), professor, orientalist, historisk samlare
        - Johan Reinhold Sommelius (1770–1841), kyrkoherde
          - Gustaf Lorentz Sommelius (1811–1848), skald och militär
          - Karl Johan Sommelius (1819–1904), apotekare
            - Malte Sommelius (1851–1922), direktör, kommunal- och riksdagsman
              - Ove Sommelius (1896–1977), tidningsman
                - Torgny Sommelius (1928–1963), tidningsman
                - Sören Sommelius (född 1941), tidningsman
                - Staffan Sommelius (1944–2021), konstnär, tidningsman

    - Gustaf Sommelius (1688–1758), borgmästare i Lund 1738–1758
      - Petrus Sommelius (1726–1816), föreståndare 
        - Carl Gustaf Sommelius (1763–1815), häradshövding
          - Gustaf Nils Petter Sommelius (1801–1862), industriman (se Sommelius hus och AB Sommelii fabriker)

      - Nils Sommelius (1729–1802), borgmästare i Lund 1776–1802
        - Kristian Tewis Sommelius (1766–1831), postmästare
          - Gustaf Magnus Sommelius (1809–1895), rektor vid Lunds katedralskola, utbildningsdebattör, riksdagsman 1862/63 för borgarståndet

## Övriga kända personer med namnet Sommelius
- Gustaf Sommelius (1769–1845), lektor, bibliotekarie, amatörmusiker
- Nils Jacob Sommelius (1792–1860), stads- och provinsialläkare i Norrtälje
- Georgina Bottero, född Sommelius (1857–1892), sångerska